# Filesystem in Userspace

Filesystem in Userspace는 유닉스와 유닉스 계열 컴퓨터 운영 체제의 소프트웨어 인터페이스로서 권한이 없는 사용자들이 커널 코드 수정 없이 자신들만의 파일 시스템을 만들 수 있게 하는 프로그램이다. 이것은 사용자 공간 내에서 파일 시스템 코드를 실행함으로써 수행되는데, FUSE 모듈은 실제 커널 인터페이스에 대한 브리지만 제공한다.
FUSE는 리눅스, FreeBSD, OpenBSD, NetBSD, 오픈솔라리스, 미닉스 3, macOS, 마이크로소프트 윈도우용으로 이용이 가능하다.
FUSE는 GNU 일반 공중 사용 허가서와 GNU 약소 일반 공중 사용 허가서로 배포되는 자유 소프트웨어이다.

## 같이 보기
- 9P (프로토콜)